# Il'ja Valer'evič Kormil'cev
Il'ja Varel'evič Kormil'cev (in russo Илья́ Вале́рьевич Корми́льцев?; Ekaterinburg, 26 settembre 1959 – Londra, 4 febbraio 2007) è stato un cantante e chitarrista russo.